# Archocentrus centrarchus
Archocentrus centrarchus – gatunek słodkowodnej ryby z rodziny pielęgnicowatych (Cichlidae); obecnie (2023) uznawany za jedynego przedstawiciela rodzaju Archocentrus. Bywa hodowany w akwariach. Na polskich stronach internetowych poświęconych akwarystyce występuje pod nazwą „pielęgnica kraterowa”.

## Systematyka
Gatunek ten opisał Theodore Nicholas Gill w 1877 roku na łamach „Proceedings of the Academy of Natural Sciences of Philadelphia”. Autor nadał rybie nazwę Heros centrarchus, a jako miejsce typowe wskazał jezioro Nikaragua. Równocześnie zaproponował wydzielenie tego gatunku do nowego podrodzaju Archocentrus, później podniesionego do rangi rodzaju. Do Archocentrus zaliczano dawniej szereg innych gatunków, ale po badaniach filogenetycznych zostały one przeniesione do innych rodzajów i obecnie (2023) Archocentrus centrarchus pozostaje jedynym jego przedstawicielem.

## Morfologia
Długość ciała zazwyczaj do 11 cm, maksymalnie do 15 cm. Samce są większe od samic.

## Występowanie
Gatunek ten jest endemitem Ameryki Centralnej – występuje w Kostaryce, Hondurasie i Nikaragui.

## Ekologia
Jest to gatunek słodkowodny i bentopelagiczny. Zamieszkuje głównie płytkie wody lub bagniste rejony jezior i rzek. Często spotykany w eutroficznych starorzeczach, stawach, przydrożnych rowach i pozostałościach rozlewisk porośniętych gęstą roślinnością.
Preferuje wody o temperaturze 26–36 °C. Rozmnaża się w wodach stojących. Samica składa ikrę na płyciznach. Wylęg następuje po 3–4 dniach. Narybek przez pierwsze kilka dni żeruje na śluzie skóry rodziców.
Ryba ta żywi się detrytusem, owadami wodnymi i skorupiakami.

## Warunki w akwarium
| Zalecane warunki w akwarium | Zalecane warunki w akwarium   |
| --------------------------- | ----------------------------- |
| Zbiornik                    | minimum 80 cm dla jednej pary |
| Temperatura wody            | 26–30 °C                      |
| Skala pH                    | 6,5–7,5                       |
| Pokarm                      | żywy, mrożony i suchy         |

W akwarium należy zapewnić dużą liczbę kryjówek z korzeni i kamieni, ponieważ samiec jest napastliwy w stosunku do niedojrzałych samic.

## Status zagrożenia
W Czerwonej księdze gatunków zagrożonych Międzynarodowej Unii Ochrony Przyrody Archocentrus centrarchus został zaliczony do kategorii LC (ang. Least Concern „najmniejszej troski”).